# Diocese de Torit

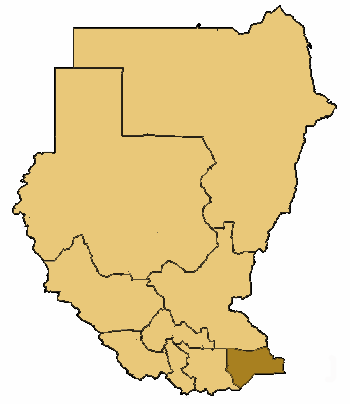
Localização da diocese no mapa

A Diocese de Torit (Latim: Dioecesis Toritensis) é uma diocese localizada na cidade de Torit pertencente a Arquidiocese de Juba no Sudão do Sul. Foi fundada em 2 de maio de 1983 por João Paulo II. No ano de 2014 havia aproximadamente 1,1 milhões de batizados num total de 1,5 milhões de habitantes. Desde 2013 não há bispos na diocese. 

## Lista de bispos
A seguir uma lista de bispos da diocese desde sua criação em 1983. 
- Dom Paride Taban, (2 de julho de 1983 – 7 de fevereiro de 2004) renunciou
- Sede vacante (2004 - 2007)
- Dom Akio Johnson Mutek, (9 de junho de 2007 – 18 de março de 2013) falecimento
  - Sede vacante (2013 - 2019)
- Dom Stephen Ameyu Martin Mulla, (3 de janeiro de 2019 – 12 de dezembro de 2019) Nomeado Arcebispo de Juba
  - Sede vacante (2019-2022)
- Dom Emmanuel Bernardino Lowi Napeta, (8 de novembro de 2022 - presente)